# توشیکازو یامانیشی
توشیکازو یامانیشی (انگلیسی: Toshikazu Yamanishi؛ زادهٔ ۱۵ فوریهٔ ۱۹۹۶) دونده پیاده‌روی سرعت اهل ژاپن است.
وی در مسابقات بین‌المللی در مجموع برندهٔ ۲ مدال طلا، ۱ مدال نقره و ۱ مدال برنز شده‌است.